# Dagarn
Dagarn är en sjö i Fagersta kommun och Skinnskattebergs kommun i Västmanland och ingår i Norrströms huvudavrinningsområde. Sjön är 13 meter djup, har en yta på 1,67 kvadratkilometer och är belägen 130 meter över havet. Vid provfiske har bland annat abborre, gers, gädda och löja fångats i sjön.

## Delavrinningsområde
Dagarn ingår i det delavrinningsområde (664386-149404) som SMHI kallar för Utloppet av Dagarn. Medelhöjden är 156 meter över havet och ytan är 11,14 kvadratkilometer. Det finns ett avrinningsområde uppströms, och räknas det in blir den ackumulerade arean 16,08 kvadratkilometer. Darsbobäcken som avvattnar avrinningsområdet har biflödesordning 4, vilket innebär att vattnet flödar genom totalt 4 vattendrag innan det når havet efter 209 kilometer. Avrinningsområdet består mestadels av skog (73 procent). Avrinningsområdet har 2,01 kvadratkilometer vattenytor vilket ger det en sjöprocent på 18 procent.

## Fisk
Vid provfiske har följande fisk fångats i sjön:
- Abborre
- Gärs
- Gädda
- Löja
- Mört
- Siklöja